# Jakt i Sverige

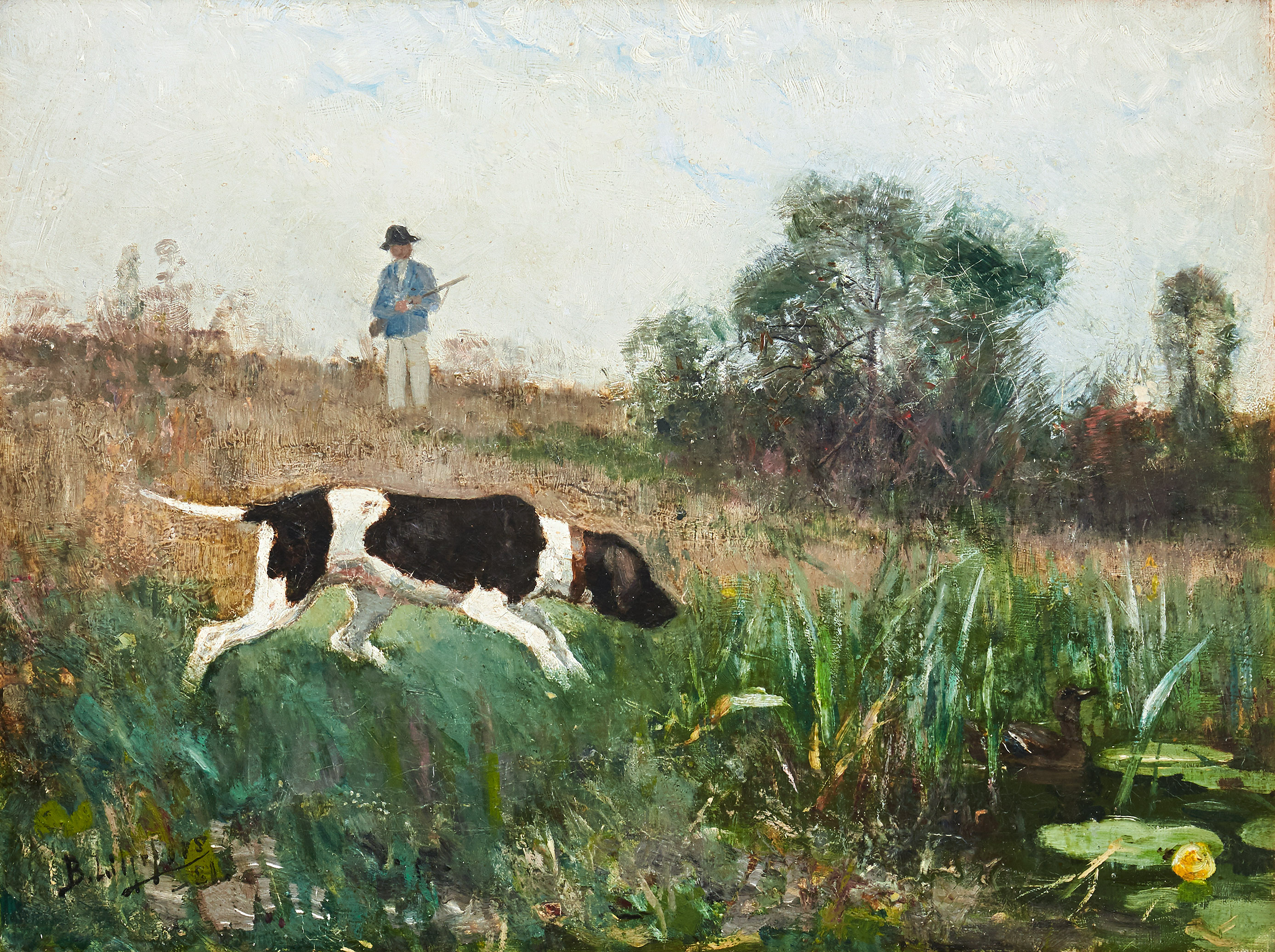
Jägare med hund, av Bruno Liljefors.

För att bedriva jakt i Sverige krävs jägarexamen, statligt jaktkort och jakträtt samt vapenlicens för jaktvapen. För vissa djur måste man betala en fällavgift. Med jakt avses sökning, infångning eller dödande av vilda däggdjur eller fåglar.

## Jakträtt
I lagen definieras vilt som vilda däggdjur och fåglar. Jakt innebär att fånga eller döda vilt och att i detta syfte söka efter, spåra eller förfölja vilt. Det inkluderar även att göra ingrepp i fåglarnas bon och att ta eller förstöra deras ägg. Alla fåglar är därmed fredade och jakt får endast bedrivas enligt strikta regler. Jakt ska bedrivas på ett sådant sätt att vilt inte utsätts för onödigt lidande och så att människor och egendom inte utsätts för fara. Detta är fastslaget i jaktlagen och reglerat i jaktförordningen. Det krävs jägarexamen och att man har jakträtt på marken man jagar.
Om markägaren inte själv jagar eller är en juridisk person, till exempel ett skogsbolag, kan jakträtten upplåtas åt andra personer, s.k. jaktarrende. Ungefär hälften av Sveriges jägare jagar på egna marker, medan den andra hälften arrenderar mark av skogsbolag, staten, stift m.fl. stora markägare.

### Jaktlag
Jaktlag kallas en sammanslutning som bedriver jakt. Ett jaktlag kan vara allt ifrån små informella grupper på 3-6 personer till stora jaktklubbar eller viltvårdsområden där 20- 30 personer ingår. Ett jaktlag kan antingen vara markägare som jagar tillsammans på egna marker eller en grupp som arrenderar en jaktmark. En viktig funktion i ett jaktlag är jaktledaren som leder och organiserar jakten samt ansvarar för säkerheten. Jaktledaren agerar på uppdrag av jaktlagets styrelse.

### Högviltsjakt
Till högviltet räknas de arter som bara får jagas med klass 1-vapen. Högviltsgruppen innefattar älg, kronhjort, wapiti, sikahjort, dovhjort, vitsvanshjort, visent, myskoxe, mufflon, vildsvin, varg, brunbjörn, gråsäl, vikaresäl och knubbsäl. Värt att notera är att flera av dessa arter är helt fredade, på andra tillåts skyddsjakt och visenten och sikahjorten finns inte frilevande i Sverige. Det är även tillåtet att jaga mufflon, dovhjort och vildsvin med brenneke och sluggs.

## Jaktformer
Det finns en mängd olika jaktformer i Sverige där alla behandlas och utförs på olika vis.
- Drevjakt - Sker oftast i klunga med jakthundar där man driver in viltet till förutbestämd plats.
- Fågeljakt - I särklass en av de vanligare jaktformerna där jakten bedrivs efter fågel.
- Grytjakt - Jakten sker oftast efter grävling, hare och räv som ligger i gryt.
- Harjakt - En jakt som nästan alltid utförs med stövare.
- Lockjakt - Jakten går ut på att låta som djuren och locka dem till sig
- Pyrschjakt - En jaktform vars namn kommer från tyskan och betyder att man smyger sig på viltet.
- Sträckjakt - En typ av fågeljakt som jagas längs med klippor och berg. Oftast i skärgården.
- Toppjakt - Sker normalt sett uppe i norra delarna av Sverige då de fåglar man jagar sitter högt upp i träden.
- Vakjakt - Jakten utövas ifrån ett jakttorn där man vakar ifrån.
- Åteljakt - En jaktform där mat läggs ut på en plats som lockar till sig djuren.